# Гогољ: Страшна освета
Гогољ: Страшна освета (рус. Гоголь. Страшная месть) руски је фантастични хорор филм из 2018. године, у режији Јегора Баранова, са Александром Петровим, Олегом Мењшиковим, Јевгенијем Стичкиним и Таисијом Вилковом у главним улогама. Представља директан наставак филма Гогољ: Виј (2018) и радња се надовезује на крај претходног дела. Последњи је део трилогије Гогољ.
Као и претходна два дела, прича је рађена по неколико Гогољевих приповедака. Филм је премијерно приказан 30. августа 2018, у Русији. Добио је позитивне критике и сматра се најбољим делом у трилогији.

## Радња
Након окршаја са Вијем, шеф полиције Александар Христофорович у цркви проналази беживотно тело Николаја Гогоља. Међутим, Гогољ оживљава на својој сахрани и наставља потрагу за Мрачним јахачем. У помоћ му прискаче иследник Јаков Петрович, за кога се мислило да је страдао у окршају са јахачем током првог дела.

## Улоге
| Глумац              | Улога                                         |
| ------------------- | --------------------------------------------- |
| Александар Петров   | Николај Васиљевич Гогољ                       |
| Олег Мењшиков       | иследник Јаков Петрович Гуро                  |
| Јевгениј Стичкин    | шеф полиције Александар Христофорович Бин     |
| Артјом Сучков       | писар Кољач                                   |
| Таисија Вилкова     | Јелисавета „Лиса” Данишевскаја / Мрачни јахач |
| Јулија Франц        | млинарева кћерка Оксана                       |
| Јан Цапник          | др Леополд Леополдович Бомгарт                |
| Јевгениј Ситиј      | Гогољев слуга Јаким                           |
| Сергеј Бадјук       | ковач Вакула                                  |
| Артјом Ткаченко     | Алексеј Данишевски                            |
| Марта Тимофејева    | Вакулина ћерка Василина                       |
| Светлана Кирејева   | Кристина                                      |
| Кирил Зајцев        | Казимирз Мазовицки                            |
| Дана Абизова        | Марија                                        |
| Анвар Либанов       | човек без носа                                |
| Павел Даревјанко    | Александар Пушкин                             |
| Аскар Нигамедзјанов | Михаил Љермонтов                              |
| Јевгениј Капитонов  | поп Вартоломеј                                |
| Јулија Марченко     | Гогољева мајка, Марија Гогољ-Јановскаја       |
| Светлана Кирејева   | Гогољев отац, Василиј Гогољ-Јановски          |